# Vor der Höh
Vor der Höh ist ein Weiler der Ortsgemeinde Daleiden im Eifelkreis Bitburg-Prüm in Rheinland-Pfalz.

## Geographische Lage
Vor der Höh liegt rund 1 km südlich des Hauptortes Daleiden auf einer Hochebene. Der Weiler ist von zahlreichen landwirtschaftlichen Nutzflächen sowie mehreren Waldgebieten umgeben. Westlich von Vor der Höh fließt der Heimbach, östlich ein Ausläufer des Irsen. Im Norden grenzt Vor der Höh an den Weiler Zingent. Die Ansiedlung besteht aus einem nördlichen und einem südlichen Teil.

## Geschichte
Zur genauen Entstehungsgeschichte des Weilers liegen keine Angaben vor.
Die Ansiedlung ist vornehmlich industriell geprägt und aus einem Wohnplatz hervorgegangen. Der Name des Weilers stammt von einem Straßenzug im südlichen Teil.

## Kultur und Sehenswürdigkeiten

### Aussichtspunkt
Wenig südlich von Vor der Höh befindet sich der Aussichtspunkt „Am Hühberg“ auf 490,3 m über NHN.

### Naherholung
Durch Vor der Höh verläuft ein Wanderweg mit dem Schwerpunkt Ginsterheiden im Irsental. Hierbei handelt es sich um einen Rundwanderweg mit einer Länge von 6,1 km. Die Wanderroute führt von Daleiden über den Weiler Vor der Höh bis in das Irsental und zurück. Highlights am Weg sind neben den Ginsterheiden auch zwei Aussichtspunkte.

## Wirtschaft und Infrastruktur

### Unternehmen
In Vor der Höh sind ein Bauunternehmen, ein Reifenhandel mit Werkstatt, eine Autowerkstatt sowie das Golland Haus der Jugend ansässig.

### Verkehr
Es existiert eine regelmäßige Busverbindung.
Vor der Höh ist durch die Kreisstraßen 146 und 189 erschlossen. Direkt nördlich des Weilers verläuft die Bundesstraße 410 von Daleiden in Richtung Dasburg.